# Mathis Ragot Richard
Mathis Ragot-Richard, né le 3 mai 1998 à Besançon, est un coureur cycliste français spécialiste du BMX. 
Il est notamment champion d'Europe de BMX en 2025.

## Biographie
Originaire de Besançon, il découvre le BMX dans sa ville de naissance. En 2010, il rejoint une section sportive à Saint-Étienne pour poursuivre sa progression et son apprentissage. En 2016, chez les juniors (17/18 ans), il devient champion du monde du contre-la-montre en BMX et se classe deuxième de la course BMX. La même année, il est champion d'Europe de BMX juniors.
En 2018, chez les élites, il atteint pour la première fois la finale d'une manche de Coupe du monde et se classe cinquième à Heusden-Zolder. En 2021, il est sixième du championnat d'Europe. Lors de la Coupe du monde de BMX 2024, il termine quatrième de la deuxième manche à Rotorua. Début juin, il est vice-champion d'Europe de BMX derrière son compatriote Arthur Pilard. Il prend sa revanche l'année suivante en devenant champion d'Europe devant Pilard.

## Palmarès en BMX

### Championnats du monde
- Medellin 2016
  -  Champion du monde du contre-la-montre en BMX juniors
  -  Médaillé d'argent du BMX juniors
- Copenhague 2025
  - 5e du BMX

### Coupe du monde
- 2018 : 10e du classement général
- 2019 : 46e du classement général
- 2020 : 53e du classement général
- 2021 : 13e du classement général
- 2022 : 34e du classement général
- 2023 : 36e du classement général
- 2024 : 21e du classement général

### Championnats d'Europe
- Vérone 2016
  -  Champion d'Europe de BMX juniors
- Vérone 2024
  -  Médaillé d'argent du BMX
- Valmiera 2025
  -  Champion d'Europe de BMX

### Coupe d'Europe
- 2021 : 4e du classement général
- 2023 : 4e du classement général

### Championnats de France
- 2015
  - 2e du contre-la-montre en BMX juniors
- 2016
  -  Champion de France du contre-la-montre en BMX juniors
  - 3e du BMX juniors
- 2018
  - 3e du contre-la-montre en BMX
- 2021
  - 3e du BMX
- 2024
  - 2e du contre-la-montre en BMX